# Sathria
Sathria is een geslacht van vlinders van de familie van de grasmotten (Crambidae), uit de onderfamilie van de Spilomelinae. De wetenschappelijke naam voor dit geslacht is voor het eerst gepubliceerd in 1863 door Julius Lederer.

## Soorten
- Sathria internitalis (Guenée, 1854)
- Sathria onophasalis (Walker, 1859)
- Sathria simmialis (Walker, 1859)